# أليا
بلدية عالية أو (نقحرة: أليا) (بالإسبانية: Alía)، هي بلدية تقع في مقاطعة قصرش والتي تقع في منطقة إكستريمادورا، غرب إسبانيا. اسم المدينة يأتي من الكلمة العربية عالية وهو اسم القرية الأندلسية الأصلية.
يبلغ عدد سكانها 1.321 نسمة وفقاً لإحصائية سنة (2002).